# Маклошеваць
45°28′ пн. ш. 18°07′ сх. д. / 45.47° пн. ш. 18.12° сх. д.
Маклошеваць (хорв. Makloševac) — населений пункт у Хорватії, в Осієцько-Баранській жупанії у складі міста Нашиці.

## Населення
Населення за даними перепису 2011 року становило 130 осіб.
Динаміка чисельності населення поселення:

## Клімат
Середня річна температура становить 10,88 °C, середня максимальна – 25,12 °C, а середня мінімальна – -5,45 °C. Середня річна кількість опадів – 732 мм.
| Клімат поселення                              | Клімат поселення | Клімат поселення | Клімат поселення | Клімат поселення | Клімат поселення | Клімат поселення | Клімат поселення | Клімат поселення | Клімат поселення | Клімат поселення | Клімат поселення | Клімат поселення | Клімат поселення |
| Показник                                      | Січ.             | Лют.             | Бер.             | Квіт.            | Трав.            | Черв.            | Лип.             | Серп.            | Вер.             | Жовт.            | Лист.            | Груд.            |                  |
| Середній максимум, °C                         | 6,83             | 8,15             | 12,54            | 17,07            | 22,10            | 25,12            | 24,52            | 24,13            | 20,00            | 14,70            | 8,97             | 4,94             |                  |
| Середня температура, °C                       | 0,67             | 2,00             | 6,41             | 10,93            | 15,96            | 18,97            | 20,90            | 20,51            | 16,39            | 11,09            | 5,37             | 1,33             |                  |
| Середній мінімум, °C                          | −5,45            | −4,14            | 0,26             | 4,78             | 9,81             | 12,82            | 17,29            | 16,90            | 12,76            | 7,46             | 1,74             | −2,3             |                  |
| Норма опадів, мм                              | 46               | 44               | 44               | 56               | 68               | 94               | 66               | 64               | 54               | 64               | 73               | 59               |                  |
| Середньомісячна швидкість вітру, м/с          | 2.20             | 2.43             | 2.70             | 2.60             | 2.30             | 2.10             | 2.10             | 1.90             | 1.93             | 2.02             | 2.15             | 2.24             |                  |
| Середньомісячна сонячна радіація, кДж/м²·день | 4254             | 6956             | 10849            | 15274            | 19273            | 21312            | 22247            | 20214            | 14903            | 9276             | 4850             | 3638             |                  |
| --------------------------------------------- | ---------------- | ---------------- | ---------------- | ---------------- | ---------------- | ---------------- | ---------------- | ---------------- | ---------------- | ---------------- | ---------------- | ---------------- | ---------------- |
| Джерело:                                      |                  |                  |                  |                  |                  |                  |                  |                  |                  |                  |                  |                  |                  |